# Al-Kurajjat (Syria)
Al-Kurajjat (arab. القريات) – wieś w Syrii, w muhafazie Hama. W 2004 roku liczyła 943 mieszkańców.